# 翁達爾斯內斯

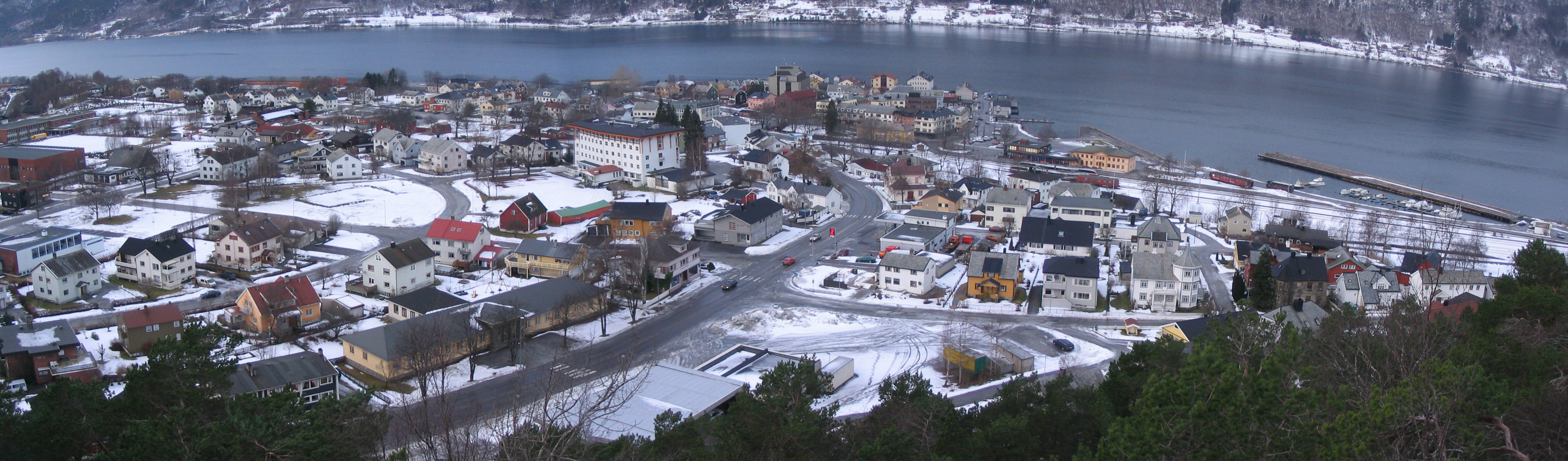

翁達爾斯內斯（挪威語：Åndalsnes）是挪威的城鎮，由默勒-魯姆斯達爾郡負責管轄，位於該國西南部，面積2.34平方公里，海拔高度16米，2009年人口2,207，人口密度為每平方公里943人。